# Helvetia albovittata
Helvetia albovittata là một loài nhện trong họ Salticidae.
Loài này thuộc chi Helvetia. Helvetia albovittata được Eugène Simon miêu tả năm 1901.